# Edward Potts
Edward William Potts (Londra, 12 luglio 1881 – Londra, 14 settembre 1944) è stato un ginnasta britannico.

## Palmarès

### Olimpiadi
- 1 medaglia:
  - 1 bronzo (Stoccolma 1912 nel concorso a squadre)